# Régis Mengus
Régis Mengus (Metz, 1982) è un cantante francese. Già noto da bambino come voce bianca solista nel coro dei Petits Chanteurs à la Croix de Bois di Parigi, si afferma quindi come baritono nel repertorio operistico.

## Biografia
Régis Mengus nasce nel 1982 a Metz in Francia. Si avvicina giovanissimo alla musica attraverso lo studio del pianoforte, ma scopre presto che la sua passione e il suo talento sono piuttosto per il canto. Unitosi al coro dei Petits Chanteurs à la Croix de Bois di Parigi, vi si afferma come voce bianca solista. Diventa una celebrità internazionale grazie all'enorme successo sul web del video di un concerto del 1996 a Seoul in Corea, in cui in coppia con Hyacinthe de Moulins, altra voce bianca solista del coro, interpreta il famoso Duetto buffo di due gatti. Sull'onda del successo Mengus e de Moulins sono tra le voci bianche europee la cui esperienza è presentata nel documentario L'or des anges (1998), diretto di Philippe Reypens.
In seguito alla mutazione naturale, la voce di Mengus acquista la tonalità di baritono. Dopo un 1º premio unanime al Conservatorio di Metz, ha fatto il suo debutto sul palcoscenico all'Opera di Metz dove inizialmente gli sono assegnati numerosi ruoli di comprimario con i quali ha sviluppato e coltivato la sua facilità scenica e il suo talento naturale come attore. Il suo repertorio rapidamente si allarga essendo chiamato a ricoprire ruoli di sempre maggior rilievo, nell'opera di Puccini, Massenet, Gounod, Rossini, Bizet, Mozart. Nell'ottobre 2013, ha vinto il 1º Premio maschile e il Premio del pubblico al Concorso internazionale di canto di Vivonne. E nel marzo 2014, si è distinto al concorso internazionale di Bordeaux, vincendo il 1º premio, il premio del pubblico, il premio Voices Special Graves e il Prix de l'Opéra National de Bordeaux. Il 22 marzo dello stesso anno è tra i cantanti invitati a partecipare in uno speciale televisivo in onore di Serge Lama. Attivo prevalentemente in Francia, Mengus si esibisce anche su altri palcoscenici europei, in Grecia e Svizzera.